# والریو ویرگا
والریو ویرگا (انگلیسی: Valerio Virga؛ زادهٔ ۶ ژوئن ۱۹۸۶) بازیکن فوتبال اهل ایتالیا است.
از باشگاه‌هایی که در آن بازی کرده‌است می‌توان به باشگاه فوتبال کوزنتسا کالچو، باشگاه فوتبال آسکولی، باشگاه فوتبال ویرتوس لانچانو، باشگاه فوتبال آ.اس. رم، باشگاه فوتبال چیتادلا، باشگاه فوتبال نووارا، و باشگاه فوتبال پالرمو اشاره کرد.
وی همچنین در تیم‌های ملی فوتبال زیر ۱۹ سال ایتالیا و زیر ۲۱ سال ایتالیا بازی کرده‌است.